# Skeleton na Zimowych Igrzyskach Olimpijskich Młodzieży 2012 – ślizg dziewcząt
Ślizg dziewcząt został rozegrany w dniu 21 stycznia na torze w Igls. Z przyczyn technicznych został przeprowadzony tylko jeden ślizg. Młodzieżową mistrzynią olimpijską została Niemka Jacqueline Loelling, srebro wywalczyła Austriaczka Carina Mair. Natomiast reprezentantka Kanady Carli Brockway wywalczyła brąz.

## Wyniki
| Ranking | Nr | Zawodnik              | Państwo  | 1. Zjazd | 2. Zjazd | Łączny czas | Strata |
| ------- | -- | --------------------- | -------- | -------- | -------- | ----------- | ------ |
|         | 7  | Jacqueline Loelling   | Niemcy   |          | 57.43    | 57.43       | -      |
|         | 6  | Carina Mair           | Austria  |          | 58.40    | 58.40       | +0.97  |
|         | 4  | Carli Brockway        | Kanada   |          | 58.48    | 58.48       | +1.05  |
| 4       | 5  | Anastasia Szłapak     | Rosja    |          | 58.73    | 58.73       | +1.30  |
| 5       | 10 | Kim Meylemans         | Niemcy   |          | 59.02    | 59.02       | +1.59  |
| 6       | 3  | Elizaweta Zubkowa     | Rosja    |          | 59.28    | 59.28       | +1.85  |
| 7       | 14 | Lizzie Maxwell        | USA      |          | 59.50    | 59.50       | +2.07  |
| 8       | 2  | Eva Vuga              | Słowenia |          | 59.89    | 59.89       | +2.46  |
| 9       | 8  | Timi Earl             | USA      |          | 1:01.04  | 1:01.04     | +3.61  |
| 10      | 9  | Ramona Gabriela Arcoş | Rumunia  |          | 1:01.23  | 1:01.23     | +3.80  |
| 11      | 12 | Guendalina Bergonzoni | Włochy   |          | 1:01.57  | 1:01.57     | +4.14  |
| 12      | 13 | Andreea Chiosa        | Rumunia  |          | 1:01.65  | 1:01.65     | +4.22  |
| 13      | 1  | Astrid Ekelmans       | Holandia |          | 1:01.68  | 1:01.68     | +4.50  |
| 14      | 11 | Saki Andō             | Japonia  |          | 1:02.42  | 1:02.42     | +4.99  |